# گیهوئیه
گیجوئیه، روستایی از توابع بخش ارزوئیه شهرستان بافت در استان کرمان ایران است.

## جمعیت
این روستا در دهستان ارزوئیه قرار دارد و براساس سرشماری مرکز آمار ایران در سال ۱۳۸۵، جمعیت آن زیر سه خانوار بوده‌است.